# أغسطس ك. بالدوين
أغسطس ك. بالدوين (بالإنجليزية: Augustus C. Baldwin)‏ هو محامي وقاضي وسياسي أمريكي، ولد في 24 ديسمبر 1817 في سيراكيوز في الولايات المتحدة، وتوفي في 21 يناير 1903 في بونتياك في الولايات المتحدة. حزبياً، نشط في الحزب الديمقراطي. وقد انتخب عضو مجلس نواب ميشيغان ‏ وانتخب عضو مجلس النواب الأمريكي.